# Xkcd
xkcd je internet-strip autora Rendala Manroa (engl. Randall Munroe), koji je u svom sloganu opisan kao „internet-strip o ljubavi, sarkazmu, matematici i jeziku“.
Raspon tema kojima se strip bavi je širok. Neke epizode sastoje se od samo jednog prizora i izražavaju neku misao ili ideju. Česte su matematičke ili naučne šale, reference na trenutne događaje u politici, i Internet kulturu. Iako su likovi crtani kao čiča-gliše, strip ponekad u pozadini ima pejzaže ili matematičke forme kao što su fraktali.
Samo ime xkcd ne predstavlja akronim i nema specifično značenje, osim što se ne može izgovoriti kao jedna reč, što autor opisuje kao „dragoceno i brižno čuvano mesto u svetu četveroznakovnih stringova“. Postoje i alternativna tumačenja. Na primer, internet-strip Short Minds prikazuje da zbir rednih brojeva slova X, K, C i D u engleskoj abecedi daje 42 — popularni „odgovor na smisao života, Vaseljene i svega ostalog“ Daglasa Adamsa (Douglas Adams).
Strip je dostupan pod licencom Creative Commons Attribution-NonCommercial 2.5. Novi stripovi izlaze tri puta sedmično — ponedeljkom, sredom i petkom u ponoć (po severnoameričkoj istočnoj vremenskoj zoni).

## Spoljašnje veze
, zvanična veb stranica